# 841년

## 연호
- 당(唐) 개성(開成) 6년 / 회창(會昌) 원년
- 일본(日本) 조와(承和) 8년

## 기년
- 당(唐) 무종(武宗) 원년
- 신라(新羅) 문성왕(文聖王) 3년
- 발해(渤海) 대이진(大彝震) 12년

## 사건
- 토번국 멸망하다
- 장보고가 암살당했다.

## 탄생
- 신라(新羅) 왕후(王后) 문의왕후(文懿王后)